# The Closest Dream
The Closest Dream è il secondo album in studio del compositore italiano Mr. Putiferio, pubblicato l'11 febbraio 2025, a distanza di poco più di quattro anni dal suo primo album, Collective Imagination del 2020.

## Descrizione
La realizzazione di The Closest Dream impegna l’artista dal 2023 a tutto il 2024; in questa finestra temporale si delinea la naturale prosecuzione del lavoro precedente, che vede coinvolti nuovi musicisti, affiancati da alcuni componenti dei album precedenti, realizzati con band di cui Mr. Putiferio è stato membro.
L'album si articola come un concept album, in cui i brani, collegati da una narrazione sottesa, creano un'esperienza immersiva. I riferimenti a diverse forme di espressione artistica, quali avventure, libri e film, si fondono con le esplorazioni introspettive dell'artista. La colonna sonora, elemento unificante, è la chiave di lettura dell'immaginario che si dispiega nei dieci brani, proponendo una visione senza tempo del rock.

## Tracce
1. PDX-Sea – 0:47
2. Radubi Coil – 6:04
3. My Movies Life – 3:56
4. Remember – 4:02
5. McRiff – 5:03
6. The League – 5:14
7. A Giant Asleep – 4:00
8. The King of TV Shows – 5:25
9. You & the Hurricane – 3:12
10. Complication Overkill – 3:38
11. Evolving Without Moving – 3:14

## Formazione
Band principale
- Mr. Putiferio – chitarra
- Vito J. Pepe – voce
- Danny Trent – chitarra
- Stefano Bruno – pianoforte, rhodes, hammond, clavinet
- Domenico Bello – tastiere, sintetizzatori, orchestrazione virtuale, partiture
- Giammarco Zacheo – basso
- Gese Marsico – batteria

Altri musicisti
- Frank Romito – voice over (in PDX-Sea)
- Fabio Cacace – voce (in My Movies Life)
- Paolo Daniele – harmonica (in McRiff)
- Michele Campobasso –  sintetizzatore (in The League)
- Marco Misciagna – violino (in A Giant Asleep)
- Graziana 'Jana' Campanella – voce (in The King of TV Shows)
- Alberto Parmegiani – chitarra (in You & the Hurricane)